# Friedrich-Wilhelm von Chappuis
Pour les articles homonymes, voir Chappuis.
Friedrich-Wilhelm von Chappuis (né le 13 septembre 1886 à Schubin, arrondissement de Schubin et mort le 27 août 1942 à Magdebourg) est un General der Infanterie allemand qui a servi dans la Heer au sein de la Wehrmacht pendant la Seconde Guerre mondiale.
Il a été récipiendaire de la croix de chevalier de la croix de fer. Cette décoration est attribuée pour récompenser un acte d'une extrême bravoure sur le champ de bataille ou un commandement militaire avec succès.

## Biographie
Friedrich-Wilhelm est issu de la famille noble von Chappuis (de). Il est le fils du sous-secrétaire d'État Hermann von Chappuis (de) (1855-1925).
Chappuis s'engage le 6 mars 1906 comme enseigne dans le 5e régiment de grenadiers de la Garde de l'armée prussienne. Pendant la Première Guerre mondiale, il combat, en dernier lieu en tant que capitaine, sur les fronts occidental et oriental et est notamment décoré de la croix de chevalier de l'Ordre de Hohenzollern avec épées. Après la fin de la guerre, il travaille dans un corps franc et est engagé dans la Reichswehr en octobre 1919. Il y occupe différents postes au sein de la troupe et de l'état-major, notamment celui de commandant du 5e régiment (prussien) d'infanterie en 1934.
Friedrich-Wilhelm von Chappuis s'est suicidé le 27 août 1942.

## Décorations
- Croix de fer (1914)
  - 2e classe
  - 1re classe
- Insigne des blessés (1914)
  - en Noir
- Croix de chevalier de l'ordre royal de Hohenzollern avec glaives
- Croix d'honneur
- Agrafe de la croix de fer (1939)
  - 2e classe (22 septembre 1939)
  - 1re classe (4 octobre 1939)
- Médaille du Front de l'Est
- Croix de chevalier de la croix de fer
  - Croix de chevalier le 15 août 1940 en tant que Generalleutnant et commandant de la 15. Infanterie Division[2]